# 20の恋
「20の恋」（はたちのこい）は、1984年2月21日にリリースされた岩崎宏美の33枚目のシングル。

## 解説
- この年の『第35回NHK紅白歌合戦』で歌われた[1]。

## 収録曲
- 両楽曲共に、作曲：財津和夫／編曲：大村雅朗

1. 20の恋
作詞：康珍化
2. 眠りの船
作詞：荒木とよひさ